# Флаг Амапы
Флаг штата Амапа́ является официальным символом штата. Был учреждён в 1984 году.

## История
До 1984 года использовался флаг, похожий на перуанский, только с другим гербом После принятия нынешнего флага несколько бразильских атласов вместо нового печатали старый флаг. Из-за этого возникла путаница.

## Символика
Цвета символизируют небо и закон (голубой), землю, веру в будущее, свободу и любовь (самый важный цвет на флаге — зелёный), природные богатства (жёлтый), спокойствие безопасность граждан (белый), память событий прошлого, память о тех кто пал в бою или отдавал все свои силы на благо Амапы (чёрный). Эмблема слева символизирует форт Сан-Хосе де Макапа (построена португальцами в XVII веке для отражения французских атак).

## Другие флаги

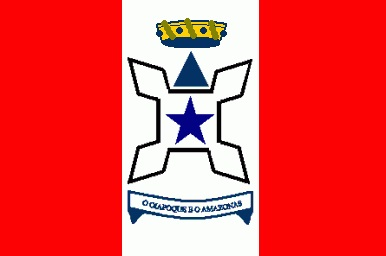
Флаг штата Ампа (1984-1991).
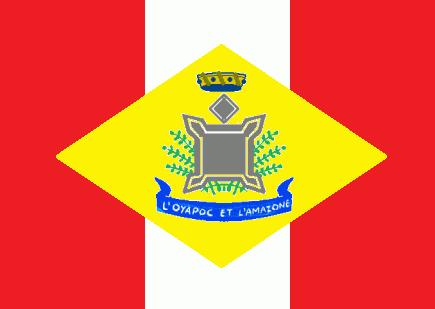
Проект флага штата Ампа (1984), не используется.
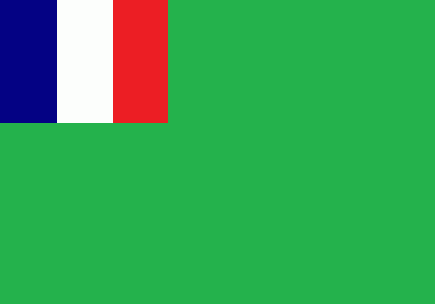
Флаг Республики Кунани.
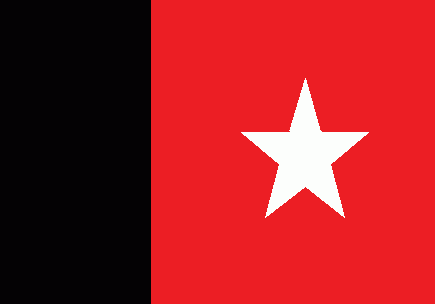
Флаг Республики Кунани.
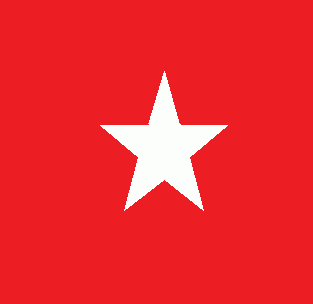
Флаг Республики Брезет.